# Windeckbunker

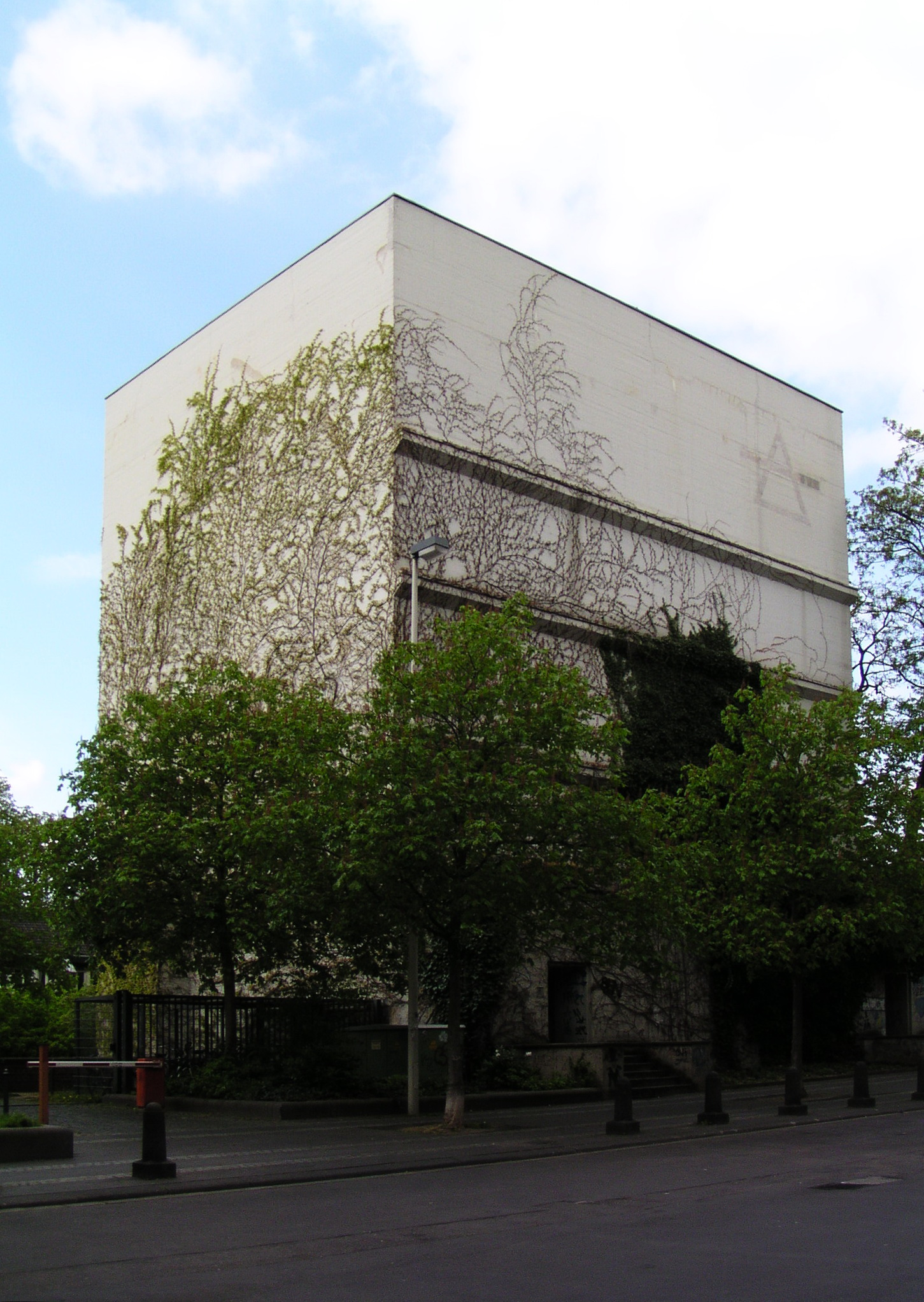
Windeckbunker (2004)

Der Windeckbunker ist ein denkmalgeschützter Hochbunker im Zentrum der Bundesstadt Bonn. Er liegt an der Budapester Straße (bis 1997 Windeckstraße), in direkter Nachbarschaft zum Alten Stadthaus.
Der 21,5 Meter hohe, sechsstöckige Bau trägt seinen Namen von der Windeckstraße, die nach dem ehemaligen Bonner Oberbürgermeister Johann Martin Joseph Windeck benannt worden war. Errichtet wurde er vom 3. März bis zum 1. November 1941 als Hochbunker mit Befehlsstelle von der Gesellschaft für Bauausführung. Ausgelegt als Rückzugsort für 843 Personen, beherbergte das Gebäude die städtische Luftschutzzentrale und den Führungsstand des Oberbürgermeisters. Die Mauerdicke des Gebäudes betrug im Keller bis zu 3 Meter, in den übrigen Stockwerken 1,10 Meter. Die Bodenplatte weist eine Stärke von 1,80 Metern auf, die Decke von 1,40 Metern. 1943 wurde auf dem Dach eine Warnzentrale mit Tages- und Schlafraum mit 6 × 3 Betten von der Firma WAKO errichtet, der heute nicht mehr vorhanden ist.
Ortskommandant Generalmajor Richard von Bothmer gab aus dem Bunker heraus am 7. März 1945 den Befehl zur Sprengung der Rheinbrücke. Am 8. März 1945 erlebten hier etwa 5000 Bonner den Einmarsch des 16. Infanterieregiments der US Army und damit das Ende des Zweiten Weltkriegs in Bonn. Nach Kriegsende kamen im Windeckbunker zunächst entlassene Kriegsgefangene unter, noch im Juni 1947 waren hier 30 ehemalige Gefangene einquartiert.
1990 wurde nach langjährigem Leerstand eine Unterkunft für rumänische Asylbewerber eingerichtet, jedoch nach Protesten wieder geschlossen. Anschließend wurde 1997 diskutiert, Proberäume für Bands einzurichten; 2001 sollte der Bunker Heimat des NRW Forschungszentrums Fotografie werden. Dies wurde jedoch ebenso wenig realisiert wie die 2012 geplante Anlage eines Gemeinschaftsgartens. Auch die 2013 bis 2014 mit potentiellen Betreibern geführten Gespräche zur Einrichtung einer „Party-Location“ scheiterten.